# 埼玉県警運転免許センター

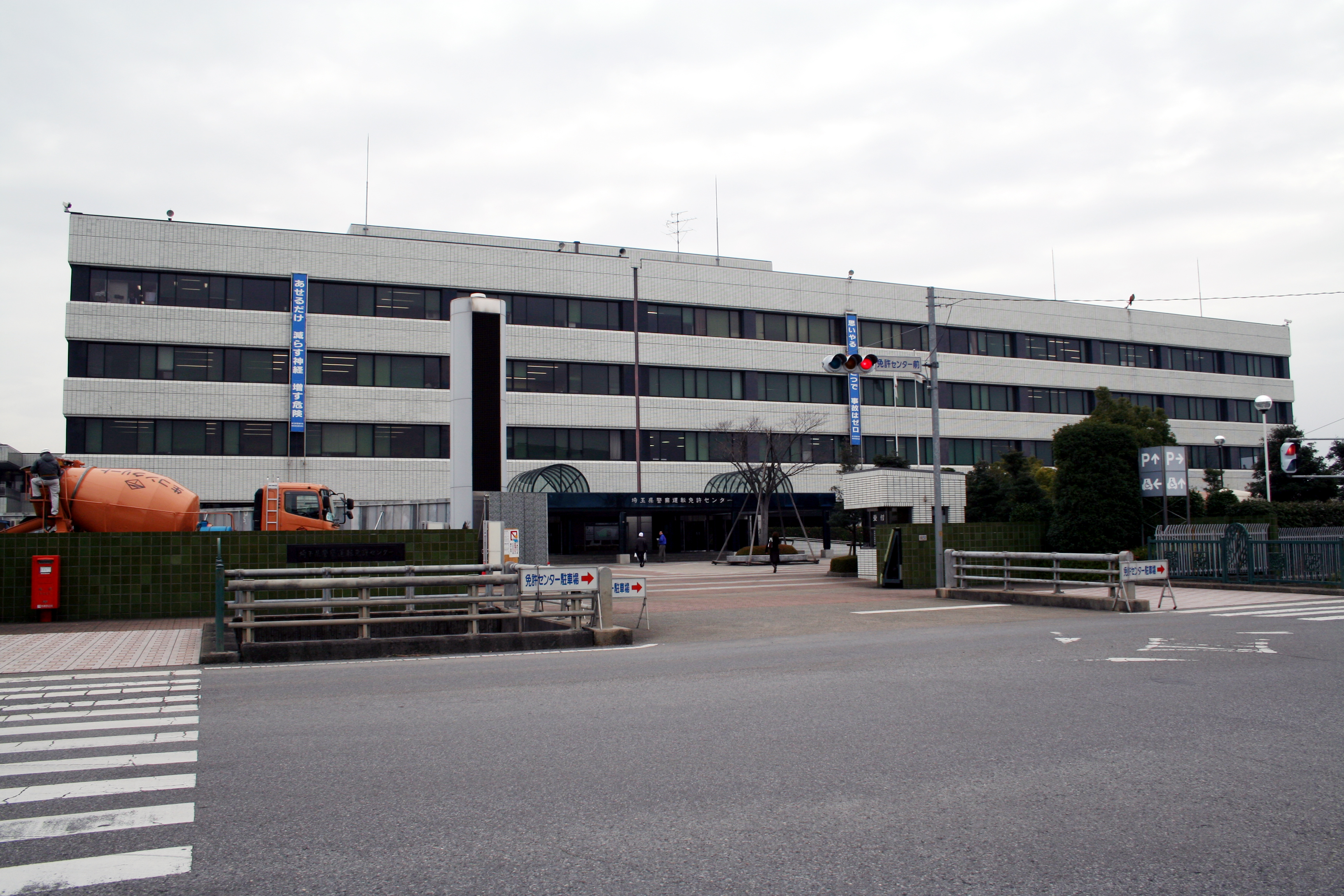
埼玉県警察運転免許センター（2006年12月）

埼玉県警察運転免許センター（さいたまけんけいさつうんてんめんきょセンター）は、埼玉県鴻巣市にある、埼玉県警察が管理する運転免許試験場である。

## 施設概要

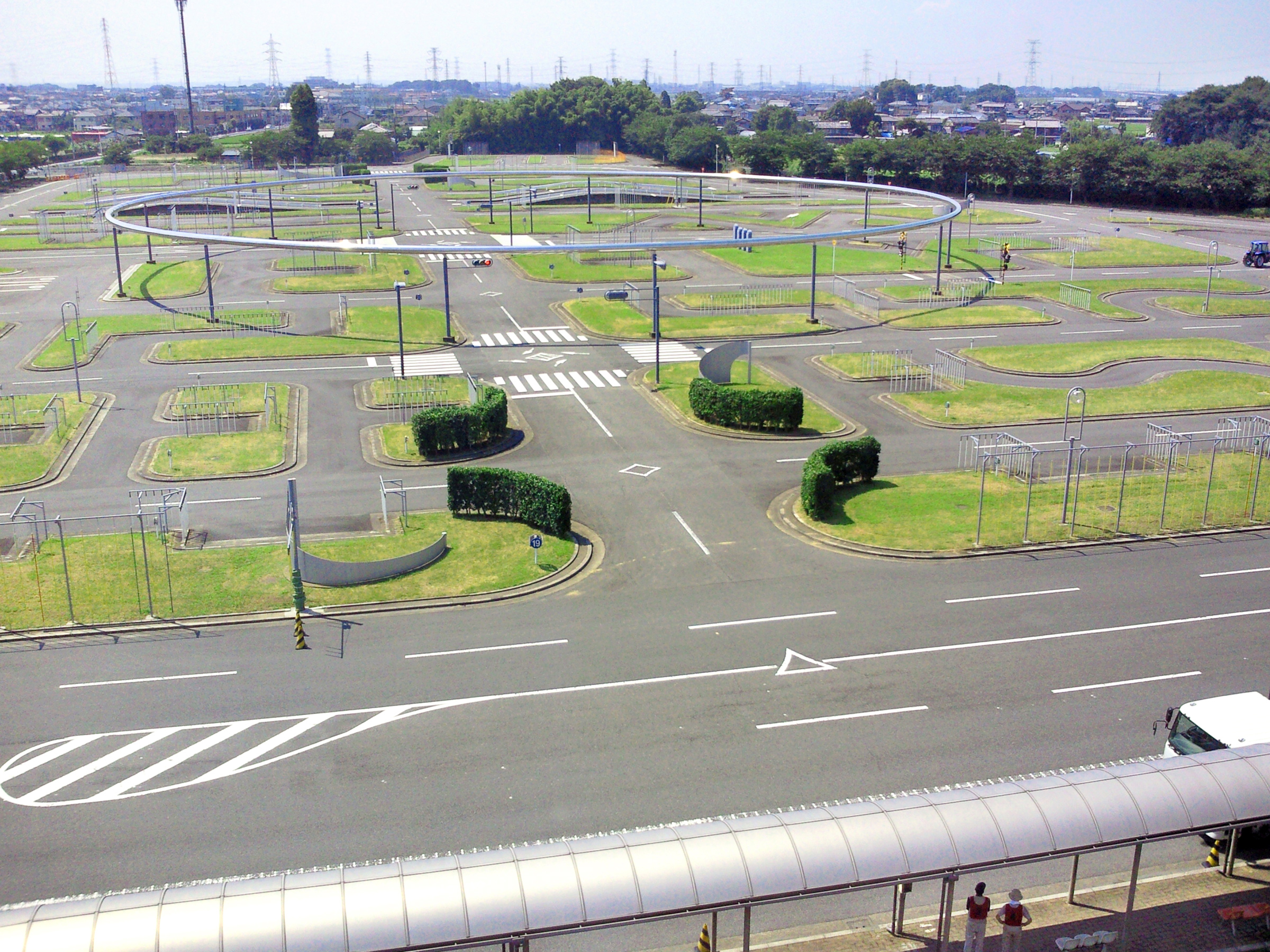
運転免許試験コース（2012年6月）

運転免許の学科試験や技能試験や限定解除審査は勿論、運転免許証の発行・更新・再交付、国際運転免許証の発行も行われている。
ただし、優良運転者講習・一般運転者講習の対象者は、即日再交付を同時に行う場合を除いて、近隣（1km程度南方）にある鴻巣警察署を除く各埼玉県警察の警察署で更新することもできるほか、運転免許証の証明写真持ち込み更新については、免許証の色に関係なく、当所のみで人数限定で実施している。国際運転免許証は、さいたま市大宮区の大宮ソニックシティ4階にある再交付・国外運転免許センターでも優良運転者限定で即日交付している。
旧農林水産省農事試験場跡地に、1987年（昭和62年）7月1日に設置された。当初は運転免許証の更新・再交付業務のみだったが、1989年（昭和64年）1月6日に大宮市二ツ宮（現在のさいたま市西区二ツ宮）にあった免許試験場を移転して全面開設した。旧免許試験場は、現在も、建物は埼玉県警察機動センター（地域部自動車警ら隊と刑事部機動捜査隊の本部や南部方面隊、総務部財務局装備課の装備技術センター）、技能試験コースは警察車両総合訓練コースとして活用されている。
また、埼玉県内で唯一の学科試験・技能試験・限定解除審査や初心者更新を行う場所であり、運転免許証に関する会話や文脈で、埼玉県内において「鴻巣」という地名が直接当施設を指し、「鴻巣へ行く」などの言葉が当施設へ行くことを意味する。ちなみに、かつての大宮市の旧試験場は、地名から「二ツ宮」と通称されていた。
2007年（平成19年）9月より、二輪運転免許技能試験で、プロテクター装着を義務づけた。
2024年（令和6年）5月27日に、付属の高齢者講習専用施設となる岩槻高齢者講習センターが、さいたま市岩槻区の旧埼玉県立小児医療センター跡地に開所された。

## アクセス

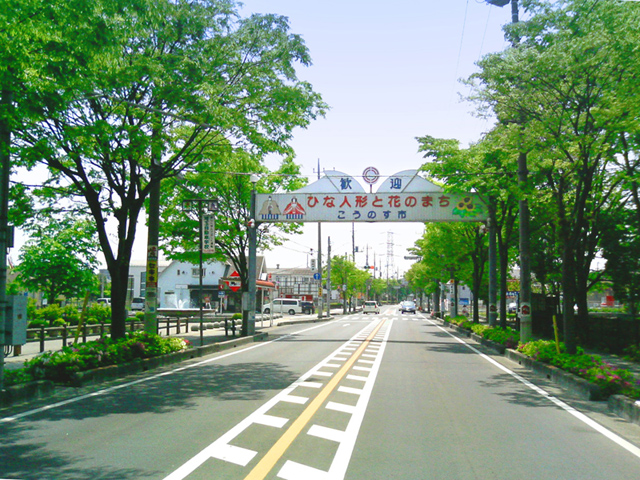
鴻巣駅から免許センターに至る 県道136号（けやき通り）2009年5月

### 交通機関
最寄駅は東日本旅客鉄道（JR東日本）高崎線鴻巣駅で、バスが頻繁に出ている。
以下の駅から、当センター最寄の「免許センター」（朝日バス）・「鴻巣免許センター」（川越観光バス・東武バスウエストと朝日バスで表記が異なるが同一箇所）を発着する路線バスが運行されている。
- JR高崎線 「鴻巣駅」東口
  - 朝日バス KN01／KZ12・14・22・24「免許センター」ゆき・KN21「新落合橋」ゆき・KN23「真名板十字路」ゆき
  - 川越観光バス HM-11・東武バスウエスト 川越03「鴻巣免許センター」ゆき
所要時間：約8分
- 東武東上線 「東松山駅」東口
  - 川越観光バス HM-11「鴻巣免許センター」ゆき
所要時間：約40分
- （平日のみ）JR川越線・東武東上線 「川越駅」東口 ・西武新宿線 「本川越駅」
  - 東武バスウエスト 川越03「鴻巣免許センター」ゆき
所要時間：約60分（この路線は土休日は鴻巣駅西口止まりのみの運行となり鴻巣駅で西口から東口へ駅自由通路経由の乗り換えが必要）
- 東武伊勢崎線 「加須駅」南口
  - 朝日バス KZ12・KZ14・KZ22・KZ24「免許センター」ゆき（あるいはKZ他番号系統にて鴻巣駅東口で乗換）
所要時間：20分

徒歩では、鴻巣駅東口からけやき通りを約1.6km（約25分）

#### 免許センター前バスのりば
- 1番のりば（鴻巣駅西口経由）
  - 川越03 川越駅ゆき（平日のみ）
  - HM-12 東松山駅ゆき
- 2番のりば（鴻巣駅東口方面）
  - KN01・21・22 鴻巣駅東口ゆき
  - KZ12・14 加須車庫ゆき
  - KZ22・24 加須駅南口ゆき
- 向かい側のりば（正式名称無し）
  - 当センター止まり各路線の降車場所
  - KN21 新落合橋ゆき
  - KN23 真名板十字路ゆき

### 道路
- 国道17号（大宮バイパス）「鴻巣警察署」交差点からけやき通りを北東へ800m、突き当たり正面（駐車場へは一旦右折）
  - 首都圏中央連絡自動車道「桶川加納IC」から9.2km（国道17号・桶川・上尾方面出口[注釈 1]→埼玉県道12号川越栗橋線→国道17号熊谷方面）
  - 関越自動車道「東松山IC」から約15km（川越・川島方面出口→国道254号→埼玉県道27号東松山鴻巣線→国道17号熊谷方面）
- 東北自動車道「加須IC」から約16km（加須方面出口→国道125号→埼玉県道38号加須鴻巣線→上谷交差点→約1.5km先右手）